# ناظر (مجموعه تلویزیونی ۲۰۲۲)
ناظر (انگلیسی: The Watcher) یک مینی‌سریال تلویزیونی رازآلود آمریکایی است ساختهٔ رایان مورفی و ایان برنن برای نتفلیکس. این مجموعه در 13 اکتبر 2022 برای اولین بار پخش شد. علارغم اینکه این مجموعه یک مینی‌سریال هست، ولی در نوامبر 2022 برای فصل دوم تمدید شد.

## داستان
این سریال داستان زوج متأهلی را نشان میدهد که تصمیم می گیرند تا به خانه جدید خود در نیوجرسی نقل مکان کنند، اما پس از مدتی، نامه های تهدیدآمیزی از طرف یک فرد دریافت می کنند که خود را ناظر مینامد.

## بازیگران

### اصلی
- نائومی واتس
- بابی کاناوله
- Isabel Gravitt
- Luke David Blumm
- جنیفر کولیج
- مارگو مارتیندال
- ریچارد کایند
- میا فارو
- تری کینی
- کریستوفر مک‌دونالد
- نوما دومزونی
- Joe Mantello
- Henry Hunter Hall